# Geissorhiza inaequalis
Geissorhiza inaequalis är en irisväxtart som beskrevs av Harriet Margaret Louisa Bolus. Geissorhiza inaequalis ingår i släktet Geissorhiza och familjen irisväxter. Inga underarter finns listade i Catalogue of Life.